# الرؤى الليلية (ألبوم موسيقي)
الرؤى الليلية (بالإنجليزية:Night Visions) هو أول ألبوم موسيقي لفرقة بوب الروك الأمريكية إماجن دراجونس الذي صدر بتاريخ 4 سبتمبر 2012 من قبل شركتي التسجيلات الأمريكية أنترسكوب و شركة كيديناكورنر.
حازت أغنية Radioactive من هذا الألبوم على جائزة جرامي لأفضل عرض روك موسيقي وذلك بعد أداء الفرقة الأغنية مع الفنان كندريك لامار في 2014.
في 9 سبتمبر 2022 تم إصدار نسخة أخرى من ألبوم كذكرى سنوية لمرور 10 سنوات على الألبوم.

## وصلات خارجية
- الرؤى الليلية (ألبوم موسيقي) على موقع ميتاكريتيك (الإنجليزية)
- الرؤى الليلية (ألبوم موسيقي) على موقع أول موفي (الإنجليزية)
- الموقع الرسمي لفرقة إماجن دراجونس.